# MrBeast
제임스 스티븐 "지미" 도널드슨(영어: James Stephen "Jimmy" Donaldson, 1998년 5월 7일 ~ )은 미국의 유튜버, 자선가이다. 유튜브에선 MrBeast(미스터비스트)로 알려져있다. 2024년 7월 24일 기준 본 채널 구독자 수는 3.65억명 이고, 동영상 개수는 810개이다. 2021년에는 넷플릭스에서 방영된 대한민국의 드라마인 《오징어 게임》에 등장하는 게임들을 바탕으로 한 경연 대회인 《$456,000를 걸고 실제 오징어 게임을 해보았습니다!》를 제작했다.

## 같이 보기
- 유튜버 목록
- 가장 많이 구독된 유튜브 채널 목록